# Jana Unuk
Jana Unuk, slovenska prevajalka in urednica, * 1959, Maribor.

## Življenje
V Mariboru je dokončala gimnazijo. Leta 1984 je diplomirala iz slovenskega in angleškega jezika in književnosti na Filozofski fakulteti Univerze v Ljubljani. Že med študijem se je navdušila nad poljsko književnostjo, zlasti nad Czesławom Miłoszem. Po diplomi je najprej nekaj časa delala kot srednješolska profesorica in lektorica, med leti 1993 in 1995 pa je bila profesorica na Šlezijski univerzi v Sosnowcu pri Katowicah na Poljskem. Istočasno je bila tudi prevajalka strokovnih in literarnih besedil. Med leti 1996 in 2005 je bila honorarna urednica pri založbi Nova revija. Od leta 1996 ima status samostojne literarne prevajalke. Je članica Društva slovenskih književnih prevajalcev in članica žirije za nagrado Vilenica.
Leta 2006 je prejela Sovretovo nagrado za prevod Dnevne hiše, nočne hiše poljske pisateljice Olge Tokarczuk in druge prevode iz sodobne poljske književnosti.